# Herb obwodu nowogrodzkiego
Herb obwodu nowogrodzkiego – symbol tegoż obwodu został przyjęty 9 października 1995 r. Wzorowany jest on na herbie istniejącej w okresie cesarstwa rosyjskiego guberni nowogrodzkiej, który z kolei powstał w oparciu o herb stolicy regionu - Nowogrodu Wielkiego
Herb obwodu przedstawia tarczę herbową barwy czerwonej, a na niej wizerunki dwóch czarnych niedźwiedzi otaczające złoty tron. W herbie znajdują się też dwa krzyże, dwie ryby i świecznik.
Tarczę wieńczy korona cesarska, a otaczają dwa wieńce dębowych liści przepasane niebieską wstęgą.

## Galeria

herb Nowogrodu Wielkiego - podstawa opracowania herbów regionu
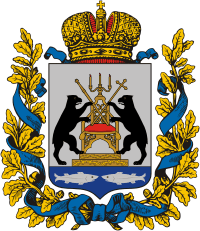
herb guberni nowogrodzkiej